# Поповић
Презиме Поповић је једно од најчешћих српских презимена. Често је у већини крајева бивше Југославије, највише у: Србији, Црној Гори и Босни и Херцеговини.
Може се претпоставити да се предак, по коме је настало презиме, бавио свештеничким позивом, слично као и Протићи. Мали број Поповића су крвно повезани.